# Club Deportivo Badajoz (2012)
El Club Deportivo Badajoz, S. A. D. es un club de fútbol español de la ciudad de Badajoz, capital de la provincia homónima situada en la Comunidad Autónoma de Extremadura (España). Juega en el Grupo XIV de la Tercera Federación, quinta categoría del fútbol español.
Se fundó en el verano del año 2012 bajo la denominación de Club Deportivo Badajoz 1905 (club con número federativo 1660), tras la liquidación y desaparición del Club Deportivo Badajoz original. El Club Deportivo Badajoz 1905 así mismo heredó la adhesión social y el sentimiento característico de la centenaria entidad y fue una parte de su masa social encabezada por miembros de la gestora «Ambición Blanquinegra» quienes acometieron la fundación del nuevo club (con una equipación, denominación y escudo idéntico, pero añadiendo "1905" en el balón del escudo y sustituyendo los dos leones por uno solo).
Un año después la nueva sociedad adquirió los derechos sobre el escudo, la marca y el distintivo histórico del Club Deportivo Badajoz para revivir así su nombre original y señas de identidad, así como los trofeos y resto de bienes en subasta pública, previa a la liquidación de la Sociedad Anónima Deportiva Club Deportivo Badajoz (club con el número federativo 1001 fundado en 1905, extinto en 2012 y extinguiendo su personalidad jurídica en 2016).

## Historia
Durante el verano de 2012, cuando era reciente la resolución de liquidación de la Sociedad Anónima Deportiva del Club Deportivo Badajoz, sectores activos de la afición —organizaciones cívicas para la defensa del club como la plataforma "Historia Viva", algunos miembros de la asociación "Ambición Blanquinegra", peñas y aficionados— decidieron registrar al Club Deportivo Badajoz 1905 para continuar con un sentir que trascendía de ser una mera vinculación a un club de fútbol. 1905 hace referencia a la fecha de fundación Sporting Club del Liceo el 15 de agosto de ese año.
Así comenzó el 26 de julio de 2012 un proyecto deportivo nuevo en la ciudad de Badajoz que continuó la centenaria historia del fútbol en la ciudad y recogió la herencia social y simbólica del Club Deportivo Badajoz. Surgió desde la afición para el disfrute de los aficionados al fútbol en Badajoz y para la propia ciudad.
El proyecto tenía como misión dar continuidad al CD Badajoz, desaparecido mercantilmente pero no sentimentalmente, con un nuevo proyecto basado en la práctica del fútbol en sus categorías inferiores masculinas y femeninas como forma de transmisión de los valores del club: humildad, hermandad, esfuerzo, nobleza y deportividad y su unión total con la ciudad.
La primera plantilla del «Club Deportivo Badajoz 1905» comenzó a competir en la temporada 2012-2013 en la categoría amateur de Primera Regional de Extremadura, con el firme objetivo de ascender y retornar a categoría nacional.
La acogida del nuevo proyecto por parte de la ciudadanía pacense en la primera temporada resultó un éxito superando la cifra de 1977 abonados, lo que desbordó las expectativas iniciales e hizo que el recinto cedido por el Ayuntamiento para la celebración de sus partidos con aforo para 800 espectadores se quedase pequeño. En noviembre de 2013 el Club Deportivo Badajoz 1905 disputó su primer partido en el estadio municipal Nuevo Vivero, sede del histórico club, frente al E.F. Puebla.
El 26 de mayo de 2013 tras finalizar invicto en liga con 74 puntos y 116 goles a favor, el Badajoz consiguió el ascenso a Regional Preferente de Extremadura al vencer por un contundente 2-0 a la U.D. Fornacense en los playoffs de ascenso ante más de 4.000 espectadores en el Estadio Nuevo Vivero.
A mitad de la temporada 2013-14 los abonados votaron cambiar el nombre a Club Deportivo Badajoz aunque, al estar la temporada ya comenzada, el cambio oficial se produjo el 9 de julio de 2014. Esa misma temporada, tras proclamarse campeón del grupo II de la Primera Regional Preferente, el equipo disputó la fase de ascenso. En la primera eliminatoria se midió al Aceuchal, venció por 3-4 en aquella localidad y cayó derrotado en casa por 1-2; merced al valor doble de los goles en campo contrario pasó la primera eliminatoria; quedó emparejado en la segunda ronda contra la Unión Cultural La Estrella. En el partido de ida el CD Badajoz 1905 venció 2-3 en Los Santos de Maimona con un gol del delantero Uva en las postrimerías del partido. El 15 de junio de 2014, con un Nuevo Vivero lleno, el equipo venció por 3-0 con un hat trick de su delantero David Copito y consiguió de esta manera el ascenso a la Tercera División.
En los tres años que duró su travesía por la Tercera División, consiguió clasificarse para todas las promociones de ascenso. En la temporada 2014-15 cayó en primera ronda contra el Real Murcia Imperial por el valor doble de los goles recibidos en el partido de ida. En la siguiente campaña también fue eliminado en primera ronda, esta vez por los gallegos del Club Deportivo Choco por un resultado global de 4-3. Ya en la temporada 2016-17 se produjo el ansiado ascenso a Segunda B, tras superar en las tres eliminatorias de la promoción al Bergantiños Fútbol Club, al Antequera Club de Fútbol y finalmente al campeón del grupo riojano, el Club Deportivo Calahorra con Juan Marrero como entrenador, con goles de Ruano y Joaqui Flores.
La primera temporada en Segunda B fue un auténtico calvario. Tras navegar gran parte de la primera vuelta en posiciones de descenso, el equipo experimentó una leve mejoría que le permitió salir temporalmente del pozo. No obstante, se llegó a la última jornada de liga solo dos puntos por encima del descenso y únicamente uno por encima de la promoción, por lo que el club se jugaba todas sus cartas en el partido final en casa contra el Lorca Deportiva. Un solitario gol de Juan Ramón Ruano tras el descanso confirmó la permanencia de los pacenses haciendo estallar de júbilo al Nuevo Vivero.
En su temporada de consolidación en la categoría, los resultados empezaron con la misma tónica. En la jornada 16 el equipo se encontraba solo tres puntos por encima de la promoción de descenso. Pero una gran segunda vuelta que incluyó siete victorias consecutivas en el tramo final llevaron en volandas al equipo hasta la clasificación para la promoción de ascenso a Segunda División 15 temporadas después. En la primera eliminatoria del playoff, la Unión Deportiva Logroñés tomó ventaja ganando 0-1 en el Nuevo Vivero, pero en el partido de vuelta en Las Gaunas, el Club Deportivo Badajoz consiguió situarse 1-2 en el minuto 30, lo que le hubiera dado el pase a la siguiente ronda. Finalmente dos goles más de los riojanos les otorgó la clasificación para esa eliminatoria. 
La campaña siguiente fue histórica consiguiendo récord de abonados (9.200) y empezó con la misma tónica de buenos resultados, el club se aúpa a las posiciones de promoción tras la tercera jornada y finaliza la temporada regular en tercera posición, logrando la clasificación de nuevo a la promoción para el ascenso a Segunda. En la primera ronda, vence al Bilbao Athletic en los penaltis tras empatar 1-1 y avanza hasta los cuartos de final, en los que, a pesar de realizar un buen partido, pierde en la tanda de penaltis contra el Barcelona Atlètic por 5 a 3. tras una promoción de ascenso en formato exprés debido a la pandemia. El mayor éxito de esta temporada fue el desempeño del club en la Copa del Rey, en la que alcanza los octavos de final tras haber vencido a equipos como Las Palmas o Éibar, pero cae contra el Granada CF por 2-3 en el Nuevo Vivero tras haber logrado forzar la prórroga en el último minuto del partido y donde se registró la mayor entrada de la historia del Badajoz como local (15.000 espectadores).
La campaña siguiente (Última con este tipo de formato tras 44 años). La supresión de descensos en la temporada anterior debido a la Pandemia de COVID-19 en España hizo que la temporada contase con una ampliación de la categoría a ciento dos equipos divididos en cinco grupos y dividos a su vez en dos subgrupos, donde los 4 mejores equipos ascenderían a Segunda División tras dos partidos disputados entre los tres primeros clasificados de cada uno de los cinco grupos.
El Club Deportivo Badajoz hizo la mejor campaña de su historia tanto en la primera fase como en la segunda siendo su coeficiente el mejor de los 102 participantes.
La fase de ascenso se jugó en Extremadura siendo sedes los estadios de: Badajoz, Almendralejo, Don Benito y Villanueva de la Serena. 
En el primer partido el Club Deportivo Badajoz se enfrentó al Zamora CF en el Estadio Francisco de la Hera de Almendralejo y la victoria fue para el equipo pacense por 2-0 ante numerosos aficionados blanquinegros desplazados para el evento.
En el siguiente y definitivo partido para el ascenso el sorteo quiso que el equipo jugara en casa, en el Nuevo Vivero frente a la S.D. Amorebieta. El Club Deportivo Badajoz que no había perdido en toda la temporada en su estadio, con su afición y con un empate le hubiera sido suficiente para ascender pero cayó derrotado por 0-1 en una noche aciaga para la parroquia blanquinegra.
Fue noticia incluso a nivel nacional las colas durante varios días ante las taquillas del Nuevo Vivero para adquirir entradas para los partidos del equipo pacense.
En esta misma temporada 20/21, se completó la conversión en Sociedad anónima deportiva del Club, se continuó con la mejora del Nuevo Vivero con cambio de asientos, cambio de césped, pintura interior y exterior, nombramiento de las 15 puertas del estadio con 15 jugadores históricos del Club, cerramiento del foso, remodelación de vestuarios, nuevo gimnasio, lavandería, entrada a vestuarios, nueva sala de prensa, videomarcador, megafonía, tienda oficial, radio del Club, etc.
El 27 de julio de 2021 el que fuera en aquel momento el presidente de la entidad, Joaquín Parra, fue detenido acusado de defraudar 13 millones de euros mediante la empresa de gasolineras a la que estaba vinculado. Según la investigación realizada por la Guardia Civil y la Agencia Tributaria 3 millones de euros procedentes del fraude fiscal se invirtieron en la reforma del estadio. Con el presidente en la cárcel, el club se vio obligado a afrontar la temporada 2021/22 con serios problemas económicos que cada vez irían a más al no haber nadie que aportase el dinero necesario para pagar las nóminas de jugadores y cuerpo técnico, esto provocó que en mayo de 2022, mientras aún se negociaba la venta de la propiedad, el conjunto blanquinegro entrara en preconcurso de acreedores. A principios del año la empresa Lanuspe SL llegaría a la capital pacense con la intención de comprar el club pero no sería hasta junio del mismo año cuando por fin lograrían la firma de Parra desde prisión que autorizase el traspaso de poderes. Finalmente el 23 de junio de 2022 se anunció el nuevo consejo de administración del club encabezado por el mexicano José Luis Orantes con el objetivo de dar estabilidad al equipo. En lo deportivo el club pacense lograría acabar la temporada en novena posición quedándose fuera de los puestos de promoción de ascenso a Segunda División tras no vencer en los últimos cuatro encuentros de liga.
En febrero de 2023 el grupo mexicano Atlantic Capital, perteneciente a José Luis Orantes, compró el paquete accionarial de la familia Oliver siendo desde entonces propietario del 100% de Lanuspe y asumiendo así la administración total del club. Posteriormente los dueños de la entidad anunciarían la llegada de nuevos inversores mexicanos al club.
La temporada 2022-23 comenzaría con una victoria ante la Cultural Leonesa por 0-1 pero los malos resultados de las jornadas posteriores provocaron que Isaac Jové fuera destituido tras finalizar la sexta jornada del campeonato. El club anunciaría la contratación de José María Salmerón que buscaría darle la vuelta a la situación que vivía el conjunto pacense. En su debut lograría la victoria por 2-1 ante la AD Ceuta F. C. y más adelante lograría triunfos como la victoria por un gol a cero ante el Deportivo de La Coruña, pero con el paso de las jornadas los buenos resultados volverían a empezar a escasear y tras dos meses sin conocer la victoria el técnico almeriense sería el segundo técnico de la temporada en ser despedido dando paso a David Tenorio que tendría la labor de sacar al equipo del descenso. Con el nuevo entrenador volvieron a llegar buenos resultados y finalmente el Badajoz lograría llegar a la última jornada dependiendo de sí mismo si conseguía los tres puntos para mantener la categoría, el rival sería el Córdoba CF que vencería por 3 goles a 1 al equipo blanquinegro provocando el descenso del Badajoz a Segunda Federación y siendo además el primer descenso de la historia del club desde su refundación en 2012.
En la siguiente temporada, ya en Segunda Federación y con una gran renovación de la plantilla, el equipo no daría mejores sensaciones. El conjunto pacense debutaría en la categoría el 2 de septiembre de 2023 ante la Unión Adarve, encuentro que perdería el equipo pacense por 1-2.Habría que esperar a la quinta jornada para ver la primera victoria del Badajoz, ante la U. D. San Fernando por 1-0.Los malos resultados llevarían a que David Tenorio fuera cesado el 15 de octubre, llegando en su lugar Iñaki Alonso.Con el nuevo técnico el equipo mejoraría logrando tres victorias seguidas y abandonando los puestos de descenso, pero tras la buena racha volverían los problemas cayendo el club pacense a la parte baja de la tabla y alejándose de la permanencia. Tras varios meses de competición, con el club a cinco puntos de la salvación y tras la destitución de Iñaki Alonso, Luis Oliver Jr. volvería a Badajoz para tomar a la fuerza el control del club, expulsando al grupo Atlantic Capital de la entidad, modificando la directiva, nombrándose a él mismo como nuevo entrenador y despidiendo a Miguel Núñez y Carlos Cinta de la plantilla, aumentando así los problemas institucionales de la entidad.Con Luis Oliver Jr. en el banquillo, el equipo lograría una pequeña mejora pero insuficiente, provocando que el 28 de abril de 2024, tras caer por 3-2 ante el Sanse, el conjunto pacense descendiera a Tercera Federación, siendo el segundo descenso consecutivo del club.

## Trayectoria histórica

### Resumen estadístico
Nota: En negrita competiciones activas.
| Competición                  | P.J. | P.G. | P.E. | P.P. | G.F. | G.C. | Mejor resultado |
| ---------------------------- | ---- | ---- | ---- | ---- | ---- | ---- | --------------- |
| Primera Federación           | 76   | 25   | 24   | 27   | 75   | 82   | 9º              |
| Segunda División B           | 128  | 61   | 34   | 33   | 170  | 110  | Campeón         |
| Segunda Federación           | 34   | 8    | 13   | 13   | 35   | 39   | 16º             |
| Tercera Federación           | 34   | 17   | 12   | 5    | 54   | 20   | 5º              |
| Tercera División             | 114  | 74   | 27   | 13   | 251  | 73   | Subcampeón      |
| Campeonato de España de Copa | 6    | 3    | 0    | 3    | 8    | 9    | Octavos         |
| Copa Federación              | 8    | 3    | 3    | 2    | 13   | 16   | Octavos         |
| Total                        | 400  | 191  | 113  | 96   | 606  | 349  | 1 Título        |

## Uniforme
- Uniforme habitual: Camiseta con franjas verticales blancas y negras, pantalón blanco y medias blancas.
- Segundo uniforme: Camiseta blanca, con detalles azules en cuello y mangas, pantalón azul y medias azules.
- Tercer uniforme: Camiseta morada con detalles en rosa, pantalón morado y medias moradas con detalles en rosa.

### Cronología de uniformes y patrocinadores
| 2012-2013 | 2013-2015 | 2015-2016 | 2016-2017 |
| 2017-2018 | 2018-2019 | 2019-2020 | 2020-2021 |
| 2021-2022 | 2022-2023 | 2023-2024 | 2024-2025 |